# Interlinea
In tipografia è chiamato interlinea il bianco che intercorre tra una linea di composizione di testo e quella successiva.

## Caratteristiche
Soprattutto in casi di giustezze lunghe, la mancanza d'interlinea può creare difficoltà di lettura nel passaggio alla linea successiva.
Nel sistema tipografico essa viene calcolata in base all'occhio del carattere prescelto ed è espressa in punti tipografici.
Gli psicologi invece consigliano di utilizzare come misura la x minuscola del carattere utilizzato.
Questa misura va aumentata nei libri per bambini e ragazzi e modificata quando si hanno dei caratteri con tratti ascendenti e discendenti molto pronunciati.
Sembrerebbe dunque che una maggiore interlinea possa facilitare la lettura, ma non è così perché ciò costringerebbe l'occhio ad aumentare il numero di sbalzi e delle fissazioni da una linea alla successiva. Un'interlinea maggiore è consigliata solo nel caso in cui si vogliano creare effetti speciali come ad esempio una lettura più lenta.
È possibile comunque comporre un testo senza interlinea, detto a spalla, ma ciò è sconsigliato nel caso di caratteri con lunghi tratti ascendenti e discendenti che senza un'adeguata interlineatura risulterebbero sovrapposti.

## Informatica
Nei CSS è possibile modificare l'interlinea del testo usando la proprietà line-height.